# 國土廳

國土廳標誌

國土廳（日语：／ Kokudo chō */?）是存在至2001年1月6日，進行有關國土利用的行政的日本中央省廳。

## 沿革
- 1972年12月19日，內閣設置國土綜合開發本部。
- 1974年6月26日，國土廳起步。
- 2001年1月，隨著中央省廳再編的實施與運輸省，建設省，北海道開發廳合併，國土交通省起步。

## 組織
- 長官官房
  - 水資源部
- 土地局
- 大城市圈整備局
- 地方振興局
- 防災局

## 外部鏈接
- 國土廳